# Émile Molinier
Pour les articles homonymes, voir Molinier.
Pour l’article ayant un titre homophone, voir Émile Molinié.
Charles Louis Marie Émile Molinier est un conservateur et historien de l'art français, né le 26 avril 1857 à Nantes et mort le 5 mai 1906 à Paris (14e).

## Parcours
Sur les traces de son frère Auguste, Émile Molinier intègre l'École des chartes. Il y rédige une thèse d'histoire médiévale intitulée Étude sur la vie d'Ernoul, sire d'Audrehem, maréchal de France qui lui permet d'obtenir le diplôme d'archiviste paléographe en 1879.
Il travaille d'abord au cabinet des estampes de la Bibliothèque nationale avant de rejoindre le musée du Louvre, où il exerce la fonction de conservateur des objets d'art, nouvellement créée. Il publie des ouvrages sur les vitraux, les céramiques, les émaux et le mobilier et y organise de grandes expositions. Spécialiste de l'art décoratif français, il a rédigé le premier catalogue de la Wallace Collection, au moment de son ouverture.
De 1892 à 1894, il est rédacteur en chef de la revue L'Art.

## Œuvres (liste non exhaustive)
- Chronique normande du XIVe siècle, 1882, (éd, avec Auguste Molinier).
- Catalogue de la collection Timbal, 1882 (en collab.).
- Étude sur la vie d'Arnoul d'Audrehem, maréchal de France, 1302-1370, 1883.
- Les Majoliques italiennes en Italie, 1883.
- Les Della Robbia, leur vie et leur œuvre, d'après des documents inédits, suivi d'un catalogue de l'œuvre des Della Robbia en Italie et dans les principaux musées de l'Europe, 1884 (en collab.).
- Dictionnaire des émailleurs, depuis le moyen âge jusqu'à la fin du XVIIIe siècle, 1885.
- Le château de Fontainebleau au XVIIe siècle, d'après des documents inédits, 1886 (en collaboration avec Eugène Müntz).
- La céramique italienne au XVe siècle, 1888.
- Le Trésor de la basilique de Saint-Marc à Venise, 1888.
- Venise, ses arts décoratifs, ses musées et ses collections, 1889.
- L'émaillerie, Hachette, coll. « La Bibliothèque des merveilles », 1891.
- Benvenuto Cellini, 1894.
- Catalogue des ivoires, 1896.
- Histoire générale des arts appliqués à l'industrie du Ve à la fin du XVIIIe siècle, 1896 (codir. Et collab.) :
  - Tome 1 - Ivoires.
  - Tome 2 - Les meubles du Moyen-Âge et de la Renaissance. - Les Sculptures microscopiques. - Les cires.
  - Tome 3 - Le mobilier au XVIIe et au XVIIIe siècle.
  - Tome 4 - L’Orfèvrerie religieuse et civile. Première partie. Du Ve à la fin du XVe siècle.
  - Tome 5 - L’Orfèvrerie religieuse et civile. Deuxième partie. Du Ve à la fin du XVe siècle. [N’a pas paru. Cote BNF inutilisée].
  - Tome 6 - Les Tapisseries du XIIe à la fin du XVIe siècle, par Jules Guiffrey.
- Le mobilier royal français aux XVIIe et XVIIIe siècles, histoire et description, 1902.
- L'Art. Revue bimensuelle illustrée (direction et rédaction en chef), 1890-1891.